# Deinbollia kilimandscharica
Deinbollia kilimandscharica är en kinesträdsväxtart som beskrevs av Paul Hermann Wilhelm Taubert. Deinbollia kilimandscharica ingår i släktet Deinbollia och familjen kinesträdsväxter. Utöver nominatformen finns också underarten D. k. adusta.